# جام ال‌جی (فوتبال)
جام ال جی (انگلیسی: LG Cup)
یک جام بین‌المللی و دوستانه فوتبال است که توسط ال‌جی الکترونیک در کشورهای متفاوت برگزار می‌شود.
اولین دوره به میزبانی تونس برگزار شد. کشور ایران با پنج دوره میزبانی در این تورنمنت بین المللی که از سال ۱۹۹۷ تا ۲۰۱۱ برگزار شده بود بیشترین دوره را برگزار کرده است.

## دوره‌ها
| شماره | سال         | میزبان            | تیم‌های شرکت کننده                                                                            | محل برگزاری                                             | برنده             |
| ----- | ----------- | ----------------- | -------------------------------------------------------------------------------------------- | ------------------------------------------------------- | ----------------- |
| ۱     | ۱۹۹۷ جزئیات | تونس              | - تونس - نیجریه - زامبیا - کامرون                                                            | Stade El Menzha (تونس)                                  | تونس              |
| ۲     | ۱۹۹۸ جزئیات | ایران             | - ایران - جامائیکا - مجارستان - مقدونیه شمالی                                                | ورزشگاه آزادی تهران (تهران)                             | مجارستان          |
| ۳     | ۱۹۹۹ جزئیات | مراکش             | - مراکش - فرانسه - کامرون - گینه                                                             | Stade Mohammed V (کازابلانکا)                           | فرانسه            |
| ۴     | ۲۰۰۰ جزئیات | ایران             | - ایران - کرهٔ جنوبی - مصر - مقدونیه شمالی                                                    | ورزشگاه آزادی تهران (تهران)                             | کرهٔ جنوبی         |
| ۵     | ۲۰۰۰ جزئیات | امارات متحدهٔ عربی | - امارات متحدهٔ عربی - کرهٔ جنوبی - استرالیا - کویت                                            | ورزشگاه آل مکتوم (دبی)                                  | امارات متحدهٔ عربی |
| ۶     | ۲۰۰۱ جزئیات | مصر               | - مصر - کرهٔ جنوبی - ایران - کانادا                                                           | Cairo International Stadium (مصر)                       | کرهٔ جنوبی         |
| ۷     | ۲۰۰۱ جزئیات | ایران             | - ایران - آفریقای جنوبی - عمان - بوسنی و هرزگوین                                             | ورزشگاه آزادی تهران (تهران)                             | ایران             |
| ۸     | ۲۰۰۲ جزئیات | روسیه             | - روسیه - بلاروس - اوکراین - یوگسلاوی                                                        | stadium of Lokomotiv Moskva (مسکو)                      | بلاروس            |
| ۹     | ۲۰۰۲ جزئیات | ویتنام            | - سنگاپور (U23) - هند (U23) - ویتنام (U23) - ویتنام - تایلند (U20) - Persegres Gresik United | Thong Nhat Stadium                                      | هند (U23)         |
| ۱۰    | ۲۰۰۲ جزئیات | مراکش             | - مراکش - الجزایر - ایران - ونزوئلا                                                          | Stade Mohammed V (کازابلانکا)                           | ایران             |
| ۱۱    | ۲۰۰۲ جزئیات | ایران             | - ایران - پاراگوئه - مراکش - آفریقای جنوبی                                                   | ورزشگاه تختی (تبریز) (تبریز)                            | ایران             |
| ۱۲    | ۲۰۰۳ جزئیات | نیجریه            | - نیجریه - کامرون - ایران - غنا                                                              | National Stadium Abuja & National Stadium Lagos (لاگوس) | نیجریه            |
| ۱۳    | ۲۰۰۳ جزئیات | ایران             | - ایران - اروگوئه - کامرون - عراق                                                            | ورزشگاه آزادی تهران (تهران)                             | اروگوئه           |
| ۱۴    | ۲۰۰۴ جزئیات | نیجریه            | - نیجریه - سنگال - لیبی - اردن                                                               | National Stadium in Lagos (لاگوس)                       | سنگال             |
| ۱۵    | ۲۰۰۴ جزئیات | لیبی              | - لیبی - اکوادور - اردن - نیجریه                                                             | National Stadium in Lagos (تریپولی)                     | لیبی              |
| ۱۶    | ۲۰۰۵ جزئیات | مصر               | - مصر - سنگال - اکوادور - اوگاندا                                                            | Cairo International Stadium (قاهره)                     | مصر               |
| ۱۷    | ۲۰۰۶ جزئیات | عربستان سعودی     | - کرهٔ جنوبی - یونان - عربستان سعودی - فنلاند                                                 | Prince Faisal Fahad Stadium                             | کرهٔ جنوبی         |
| ۱۸    | ۲۰۰۶ جزئیات | تونس              | - تونس - اروگوئه - بلاروس - لیبی                                                             | National Stadium "7 November Rades" (تونس)              | اروگوئه           |
| ۱۹    | ۲۰۰۶ جزئیات | اردن              | - اردن - ایران - عراق                                                                        | ورزشگاه بین‌المللی امان (امان)                           | ایران             |
| ۲۰    | ۲۰۱۱ جزئیات | کنیا              | - کنیا - سودان                                                                               | Nyayo National Stadium (نایروبی)                        | سودان             |
| ۲۱    | ۲۰۱۱ جزئیات | مراکش             | - کامرون - مراکش - سودان - اوگاندا                                                           | ورزشگاه مراکش (مراکش (شهر))                             | کامرون            |

## موفق‌ترین کشورها
| تیم               | قهرمان |
| ----------------- | ------ |
| ایران             | ۴      |
| کرهٔ جنوبی         | ۳      |
| اروگوئه           | ۲      |
| مصر               | ۱      |
| فرانسه            | ۱      |
| تونس              | ۱      |
| مجارستان          | ۱      |
| امارات متحدهٔ عربی | ۱      |
| بلاروس            | ۱      |
| هند (U23)         | ۱      |
| نیجریه            | ۱      |
| سنگال (U23)       | ۱      |
| لیبی              | ۱      |
| سودان             | ۱      |
| کامرون            | ۱      |